# Dromesnil
Dromesnil est une commune française située dans le département de la Somme, en région Hauts-de-France.

## Géographie

### Localisation
Dromesnil est un village picard du Vimeu.
À vol d'oiseau, la localité est située à 7 km au nord-est de Beaucamps-le-Vieux, 25 km au sud d'Abbeville et à 31 km à l'ouest d'Amiens.
Le territoire de la commune est limitrophe de ceux de cinq communes.  
Les communes limitrophes sont Avesnes-Chaussoy, Belloy-Saint-Léonard, Hornoy-le-Bourg, Lafresguimont-Saint-Martin et Villers-Campsart.

### Hydrographie
La commune est située dans le bassin Artois-Picardie. Elle n'est drainée par aucun cours d'eau.

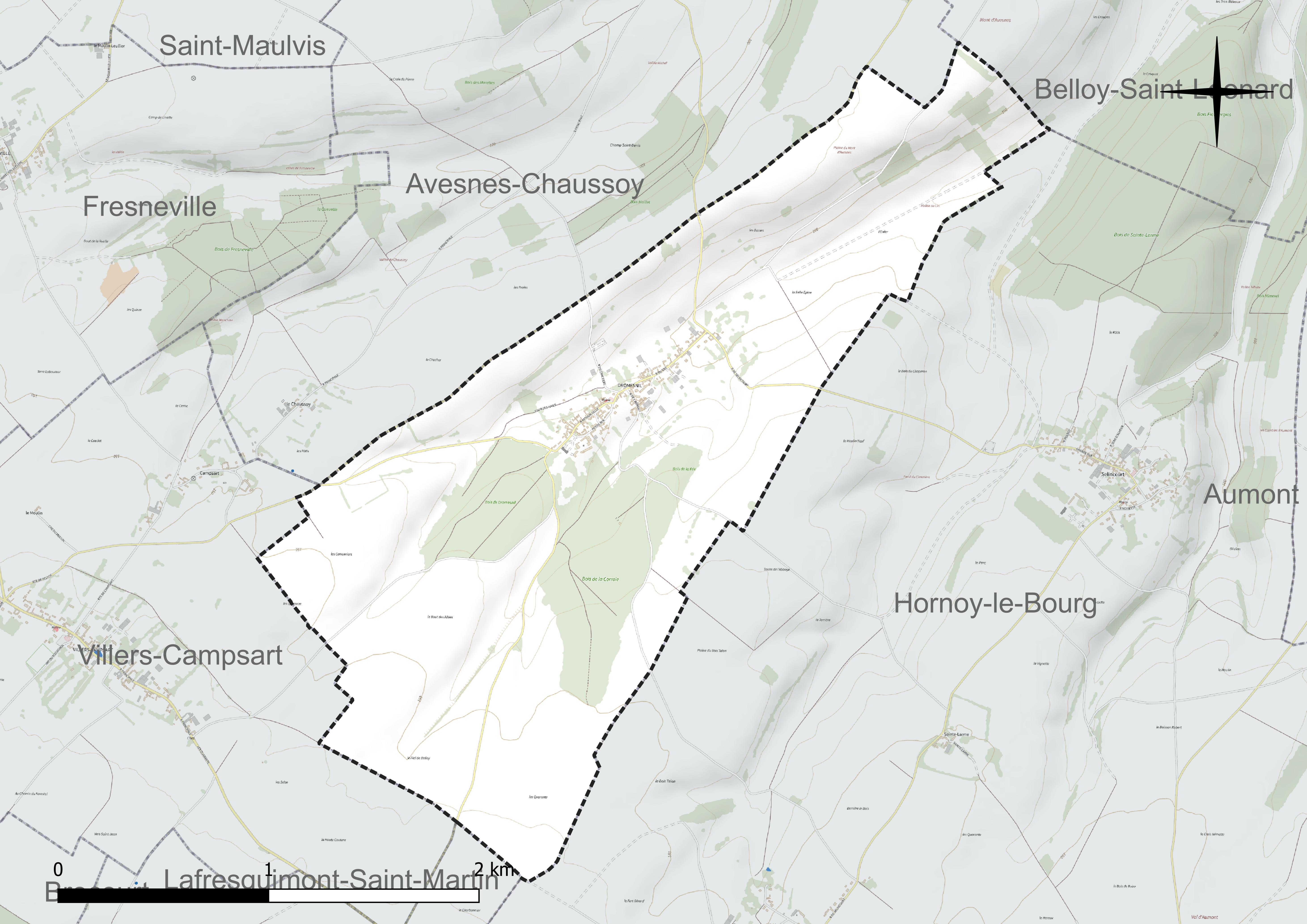
Réseau hydrographique de Dromesnil.

### Climat
Pour des articles plus généraux, voir Climat des Hauts-de-France et Climat de la Somme.
En 2010, le climat de la commune est de type climat océanique altéré, selon une étude du CNRS s'appuyant sur une série de données couvrant la période 1971-2000. En 2020, Météo-France publie une typologie des climats de la France métropolitaine dans laquelle la commune est exposée à un climat océanique et est dans la région climatique Côtes de la Manche orientale, caractérisée par un faible ensoleillement (1 550 h/an) ; forte humidité de l'air (plus de 20 h/jour avec humidité relative > 80 % en hiver), vents forts fréquents.
Pour la période 1971-2000, la température annuelle moyenne est de 10,2 °C, avec une amplitude thermique annuelle de 13,5 °C. Le cumul annuel moyen de précipitations est de 801 mm, avec 12,3 jours de précipitations en janvier et 8,4 jours en juillet. Pour la période 1991-2020, la température moyenne annuelle observée sur la station météorologique la plus proche, située sur la commune d'Oisemont à 11 km à vol d'oiseau, est de 11,1 °C et le cumul annuel moyen de précipitations est de 801,4 mm,. Pour l'avenir, les paramètres climatiques de la commune estimés pour 2050 selon différents scénarios d'émission de gaz à effet de serre sont consultables sur un site dédié publié par Météo-France en novembre 2022.

## Urbanisme

### Typologie
Au 1er janvier 2024, Dromesnil est catégorisée commune rurale à habitat dispersé, selon la nouvelle grille communale de densité à sept niveaux définie par l'Insee en 2022.
Elle est située hors unité urbaine. Par ailleurs la commune fait partie de l'aire d'attraction d'Amiens, dont elle est une commune de la couronne,. Cette aire, qui regroupe 369 communes, est catégorisée dans les aires de 200 000 à moins de 700 000 habitants,.

### Occupation des sols
L'occupation des sols de la commune, telle qu'elle ressort de la base de données européenne d'occupation biophysique des sols Corine Land Cover (CLC), est marquée par l'importance des territoires agricoles (79,9 % en 2018), en diminution par rapport à 1990 (80,9 %). La répartition détaillée en 2018 est la suivante : 
terres arables (75 %), forêts (15,5 %), prairies (4,9 %), zones urbanisées (4,7 %). L'évolution de l'occupation des sols de la commune et de ses infrastructures peut être observée sur les différentes représentations cartographiques du territoire : la carte de Cassini (XVIIIe siècle), la carte d'état-major (1820-1866) et les cartes ou photos aériennes de l'IGN pour la période actuelle (1950 à aujourd'hui).

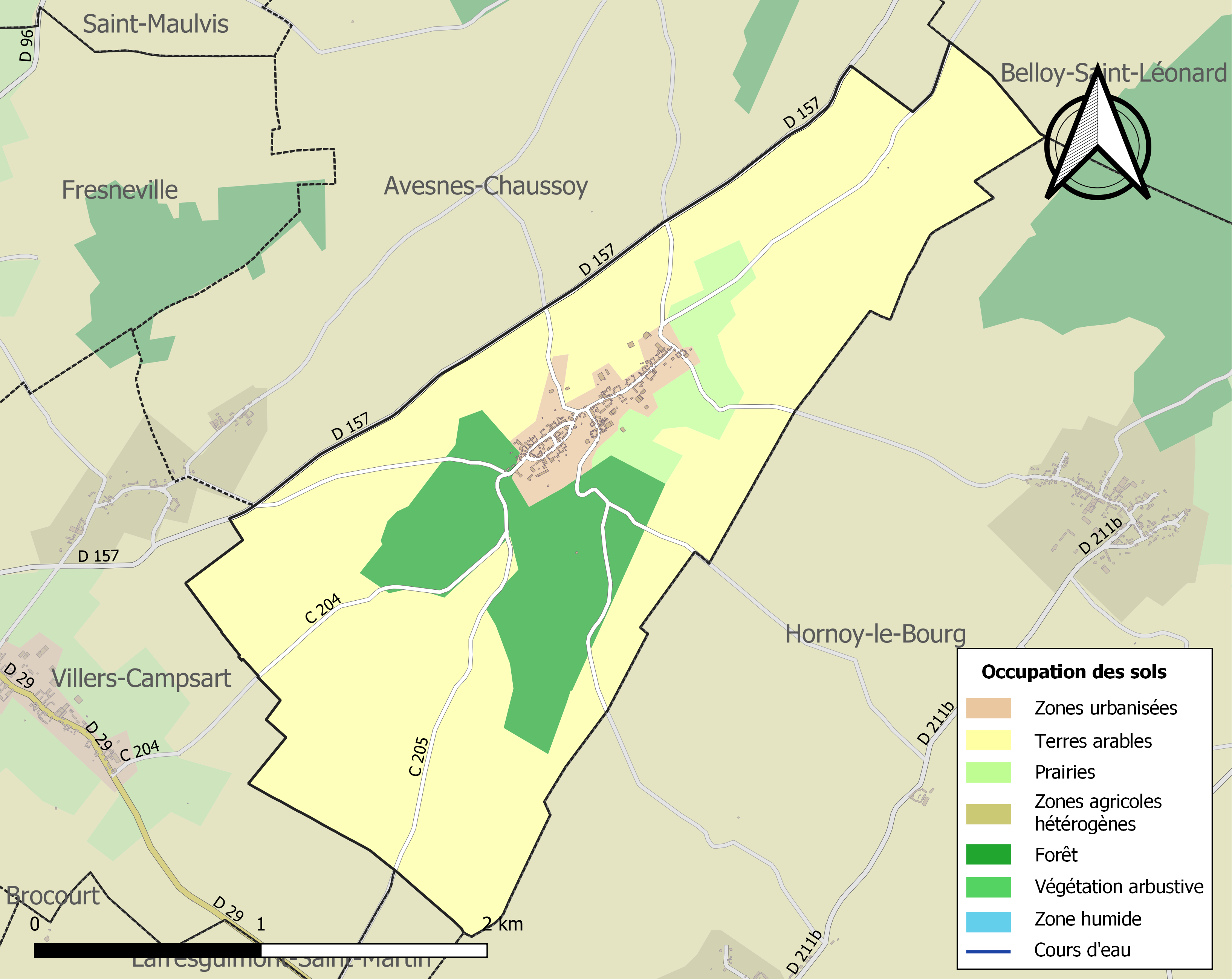
Carte des infrastructures et de l'occupation des sols de la commune en 2018 (CLC).

### Lieux-dits, hameaux et écarts.
Les Galets, les Bosses, le Canda, l' Enfer, l' Hourmelet, le Bois de la fée, l' Éraude, le Pain d'épice, le Fief de Belloy, le Bois de la Caroye, le Bouquet Fleury, le Pré Madame.
À noter, les rues de l'Abbaye et de la Longue Mielle.

## Toponymie
Le village s'est appelé Drogonismaisnil (1140), Droonmaisnil (1164), Doumaisnil (1301), Drogomaisnil (1149) et Maisnil Drogolis (1170) avant d'obtenir son appellation actuelle

## Histoire
Dromesnil est un village réputé au XVIIIe siècle pour ses fabriques de tissage de serge.
En 1899, le village a encore son moulin à vent qui fournit les moutures pour la nourriture animale.

### Première Guerre mondiale
La commune a accueilli des soldats alliés en repos.

### Seconde Guerre mondiale

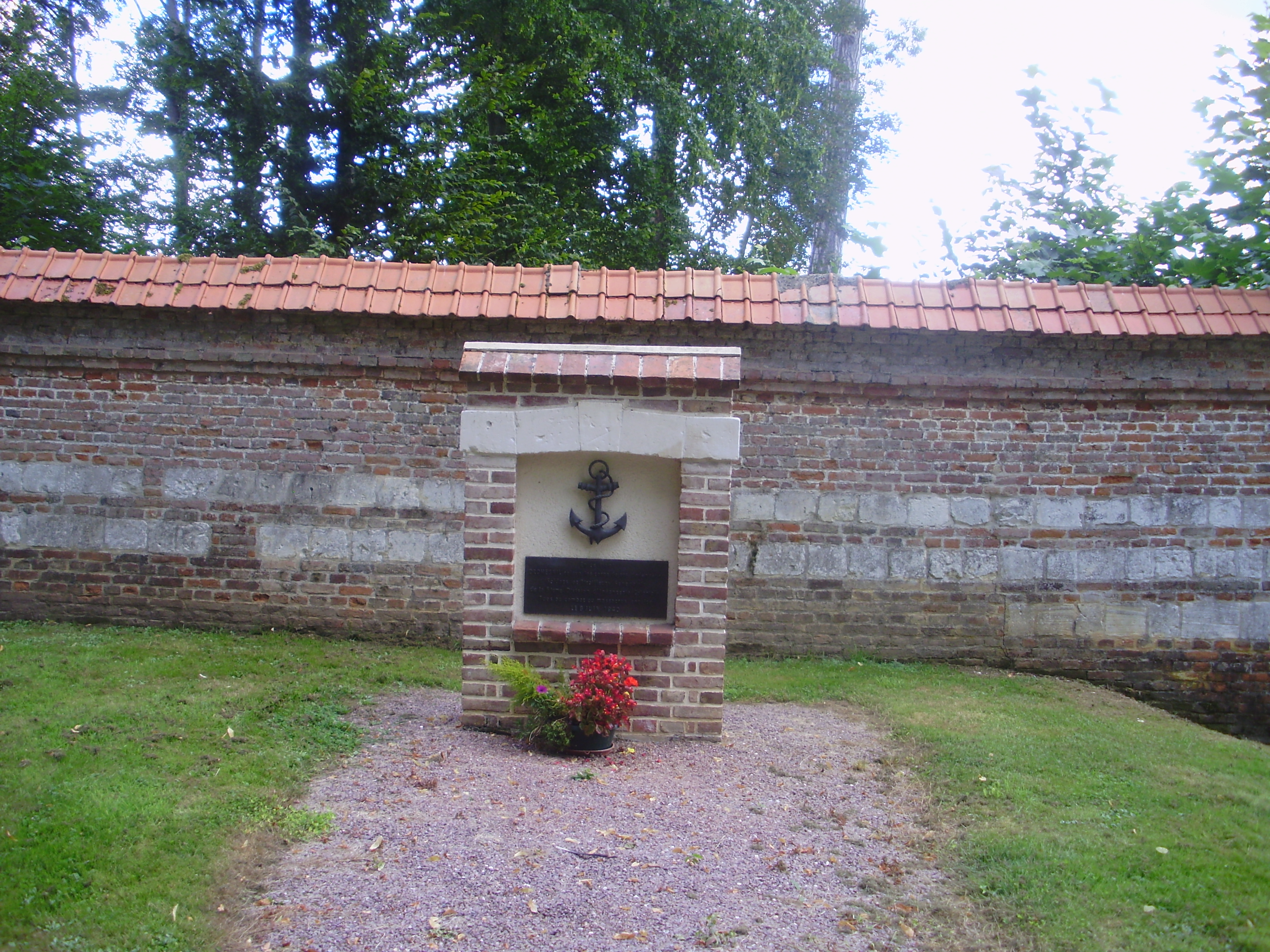
Stèle commémorative à la 5e DIC.
L'épitaphe indique : « En ce lieu, Dromesnil releva les corps de ses défenseurs, Soldats et Tirailleurs sénégalais de la 5e Division d'Infanterie Coloniale. Tués au combat ou massacrés ensuite le 8 juin 1940 »

Lors de la bataille de France, le 1er juin 1940, dans la matinée, le P.C. du 2e régiment de dragons portés, rattaché à la 13e brigade légère mécanique de la 3e D.L.C. s'installa au château de Dromesnil, et y resta jusqu'au 4 juin pour remettre en état le matériel.
Le 8 juin 1940, à Dromesnil, l'armée allemande assassine, en violation de la Convention de Genève de 1929, les 123 tirailleurs sénégalais, soldats africains de la 5e division d'infanterie coloniale de l'armée française qu'elle avait faits prisonniers, notamment à Airaines, pour la seule considération de leur couleur de peau : les autres soldats ont été envoyés en camps de prisonniers en Allemagne.

## Politique et administration

### Rattachements administratifs et électoraux
La commune se trouve dans l'arrondissement d'Amiens du département de la Somme. Pour l'élection des députés, elle fait partie depuis 2012 de la quatrième circonscription de la Somme.
Elle faisait partie depuis 1806 du canton de Hornoy-le-Bourg. Dans le cadre du redécoupage cantonal de 2014 en France, la commune est intégrée au canton de Poix-de-Picardie.

### Intercommunalité
La commune était membre de la communauté de communes du Sud-Ouest Amiénois, créée en 2004.
Dans le cadre des dispositions de la loi portant nouvelle organisation territoriale de la République du 7 août 2015, qui prévoit que les établissements publics de coopération intercommunale (EPCI) à fiscalité propre doivent avoir un minimum de 15 000 habitants, la préfète de la Somme propose en octobre 2015 un projet de nouveau schéma départemental de coopération intercommunale (SDCI) qui prévoit la réduction de 28 à 16 du nombre des intercommunalités à fiscalité propre du département.
Ce projet prévoit la « fusion des communautés de communes du Sud-Ouest Amiénois, du Contynois et de la région d'Oisemont », le nouvel ensemble de 37 412 habitants regroupant 120 communes,. À la suite de l'avis favorable de la commission départementale de coopération intercommunale en janvier 2016, la préfecture sollicite l'avis formel des conseils municipaux et communautaires concernés en vue de la mise en œuvre de la fusion.
La communauté de communes Somme Sud-Ouest (CC2SO), dont est désormais membre la commune, est ainsi créée au 1er janvier 2017.

### Liste des maires
| Période                                  | Période                      | Identité                 | Étiquette | Qualité                                                     |
| ---------------------------------------- | ---------------------------- | ------------------------ | --------- | ----------------------------------------------------------- |
| Les données manquantes sont à compléter. |                              |                          |           |                                                             |
| mars 2001                                | 10 septembre 2005            | Philippe Darras          |           | Menuisier Décédé en fonction                                |
| 5 novembre 2005                          | mars 2008                    | Didier Anne              |           | Fonctionnaire. Décoré de l'Ordre national du Mérite en 2008 |
| mars 2008                                | En cours (au 8 octobre 2020) | Lyliane de Saint Germain |           | Agricultrice Réélue pour le mandat 2014-2020,               |

### Distinctions et labels
La commune, depuis notamment l'élection de la municipalité dirigée par Lyliane de Saint Germain, a engagé un important effort de fleurissement du village, récompensé en 2015 par les félicitations du Jury du Concours des villes et villages fleuris.

## Population et société

### Démographie
L'évolution du nombre d'habitants est connue à travers les recensements de la population effectués dans la commune depuis 1793. Pour les communes de moins de 10 000 habitants, une enquête de recensement portant sur toute la population est réalisée tous les cinq ans, les populations de référence des années intermédiaires étant quant à elles estimées par interpolation ou extrapolation. Pour la commune, le premier recensement exhaustif entrant dans le cadre du nouveau dispositif a été réalisé en 2008.

En 2022, la commune comptait 83 habitants, en évolution de −16,16 % par rapport à 2016 (Somme : −1,26 %, France hors Mayotte : +2,11 %).
| 1793 | 1800 | 1806 | 1821 | 1831 | 1836 | 1841 | 1846 | 1851 |
| ---- | ---- | ---- | ---- | ---- | ---- | ---- | ---- | ---- |
| 413  | 545  | 398  | 424  | 417  | 400  | 398  | 390  | 371  |

| 1856 | 1861 | 1866 | 1872 | 1876 | 1881 | 1886 | 1891 | 1896 |
| ---- | ---- | ---- | ---- | ---- | ---- | ---- | ---- | ---- |
| 348  | 328  | 326  | 323  | 308  | 282  | 260  | 263  | 240  |

| 1901 | 1906 | 1911 | 1921 | 1926 | 1931 | 1936 | 1946 | 1954 |
| ---- | ---- | ---- | ---- | ---- | ---- | ---- | ---- | ---- |
| 247  | 243  | 242  | 198  | 183  | 164  | 162  | 149  | 152  |

| 1962 | 1968 | 1975 | 1982 | 1990 | 1999 | 2006 | 2008 | 2013 |
| ---- | ---- | ---- | ---- | ---- | ---- | ---- | ---- | ---- |
| 147  | 168  | 121  | 129  | 133  | 121  | 104  | 99   | 103  |

| 2018 | 2022 | - | - | - | - | - | - | - |
| ---- | ---- | - | - | - | - | - | - | - |
| 88   | 83   | - | - | - | - | - | - | - |

### Enseignement
La commune n'a plus d'école. Le bâtiment autrefois destiné à l'enseignement local est occupé par la mairie. Les enfants du village se rendent en majorité à Hornoy-le-Bourg pour la scolarité primaire.

### Autres équipements

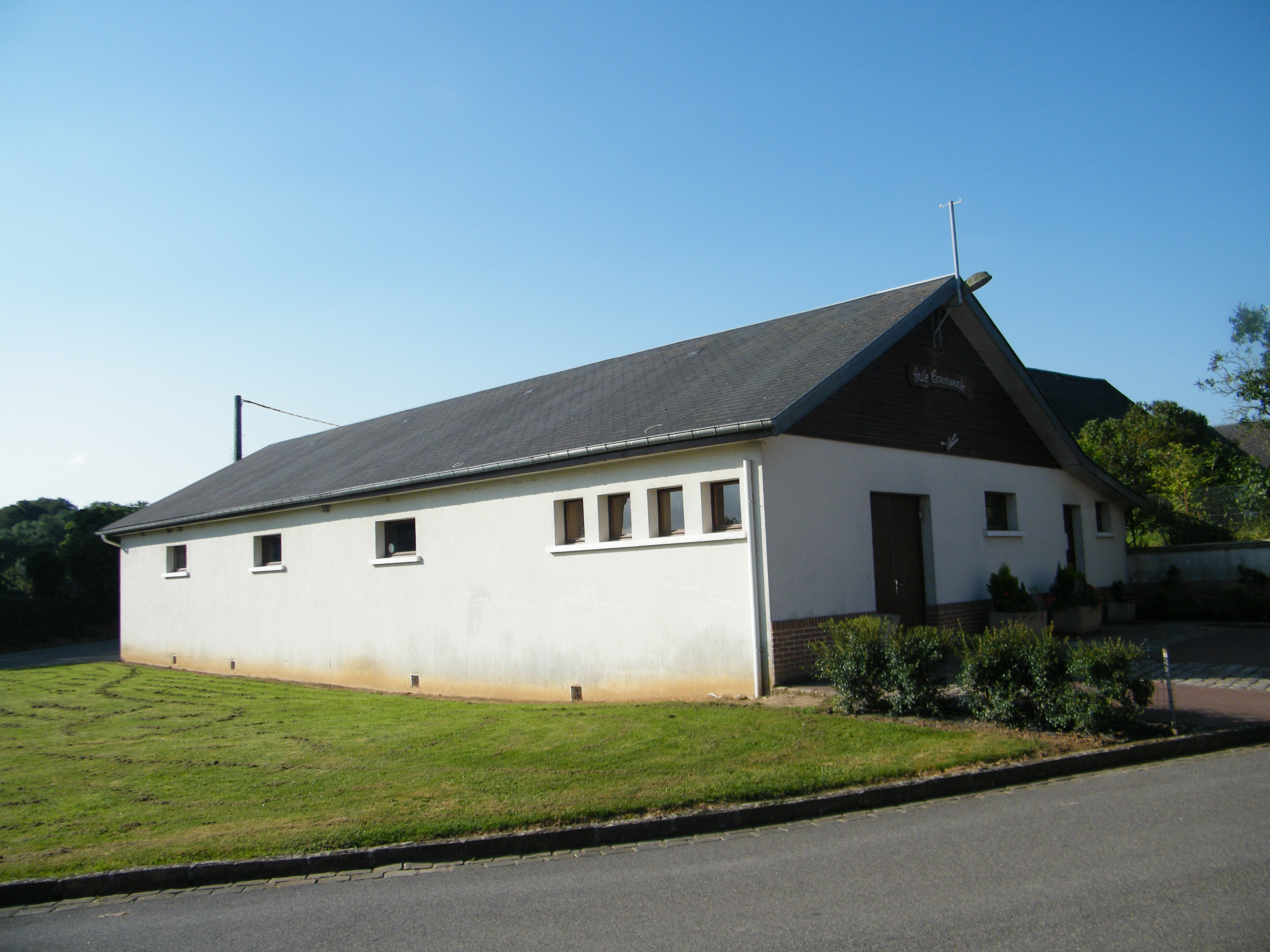
La salle communale construite en 1980 par des habitants bénévoles.

## Culture locale et patrimoine

### Lieux et monuments
Située entre le Vimeu et le Sud-amiénois, Dromesnil abrite un château et son colombier, des maisons en torchis et un vieux puits entièrement restauré... Il possède, donnant sur les rues, de nombreuses portes cochères et des murs en torchis qui lui confèrent un caractère patrimonial particulier.
- Église Notre-Dame-de-l'Assomption.

L'église
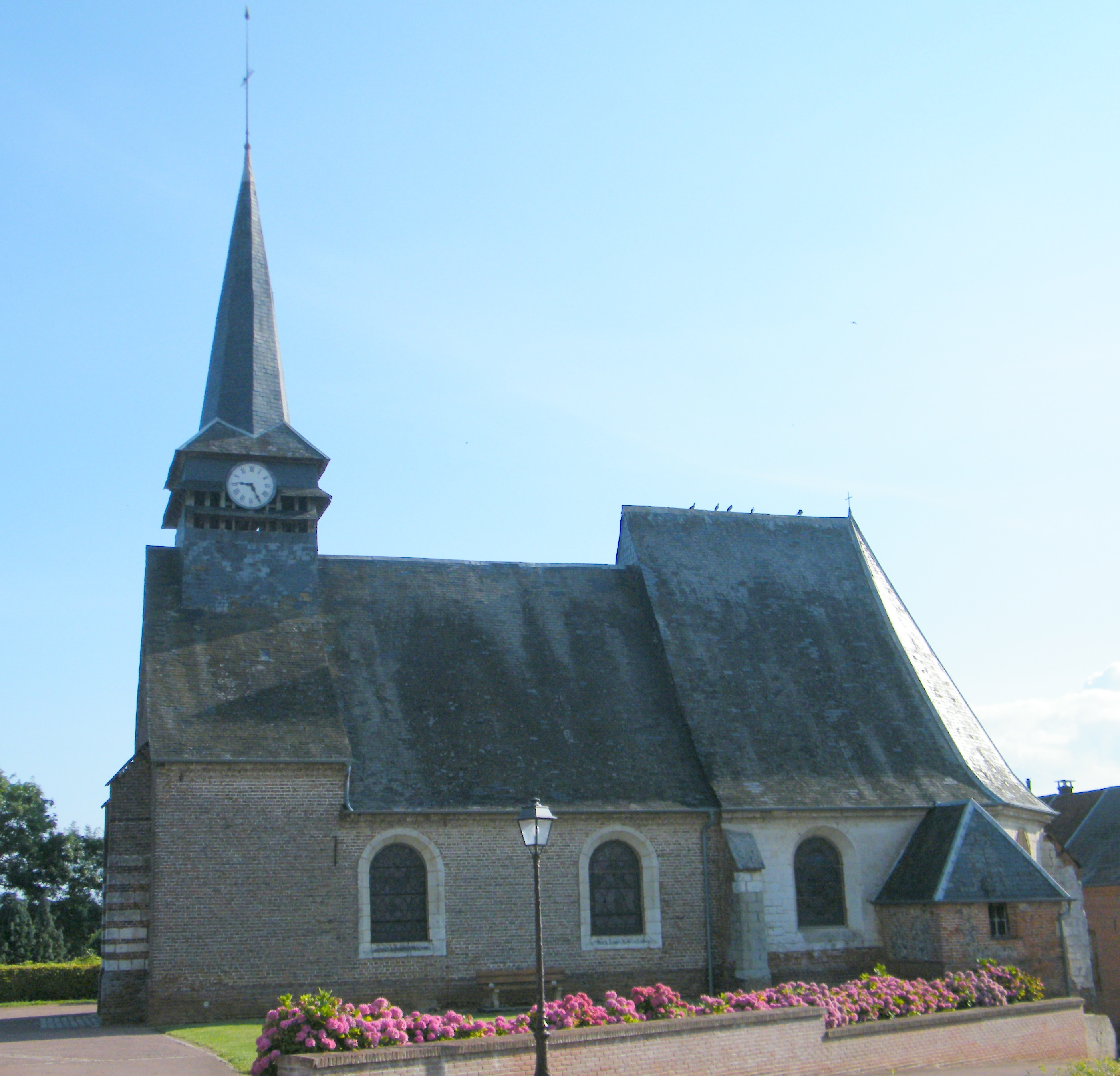
L'église Notre-Dame-de-l'Assomption.
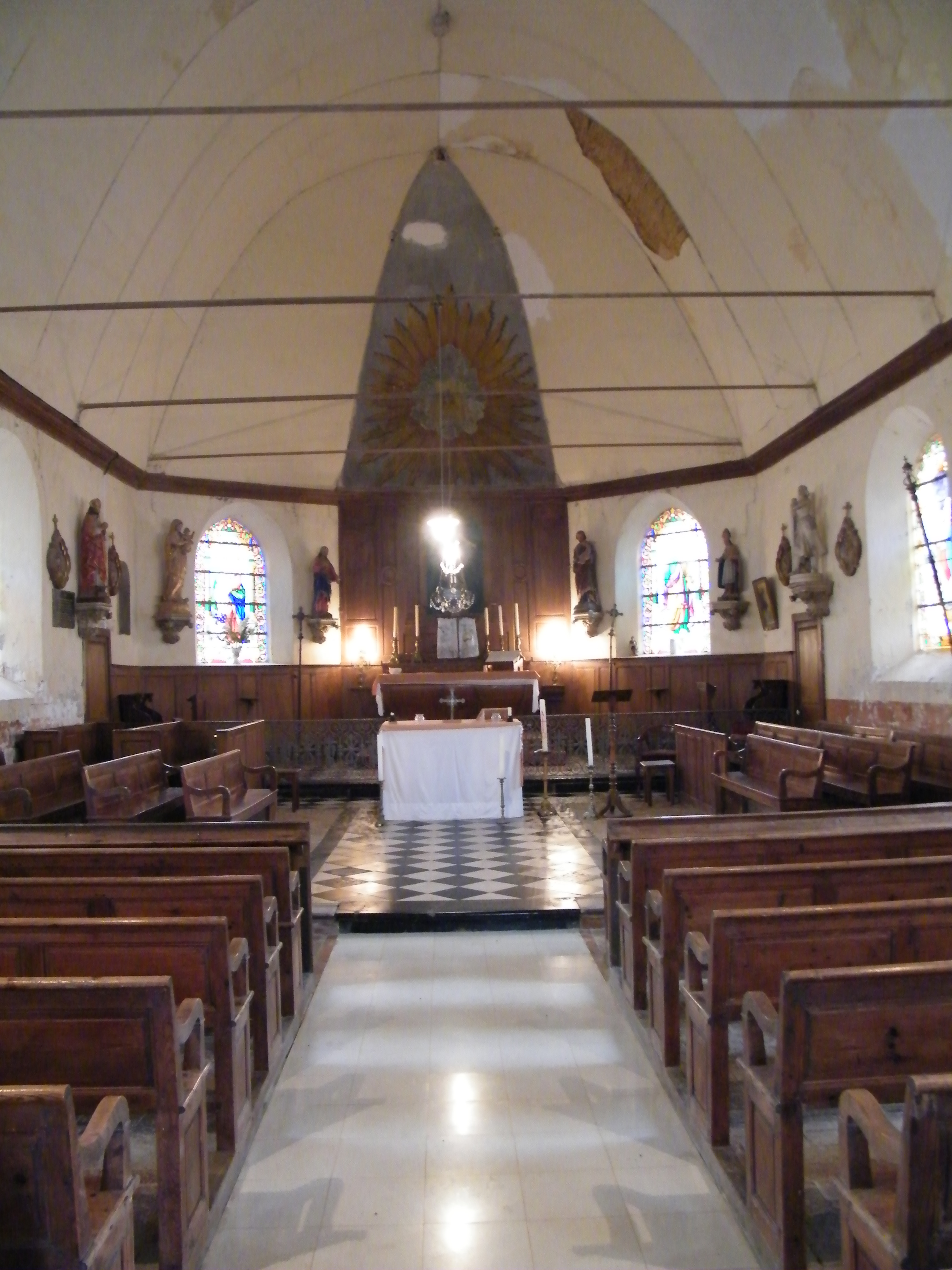
Intérieur, vue d'ensemble.
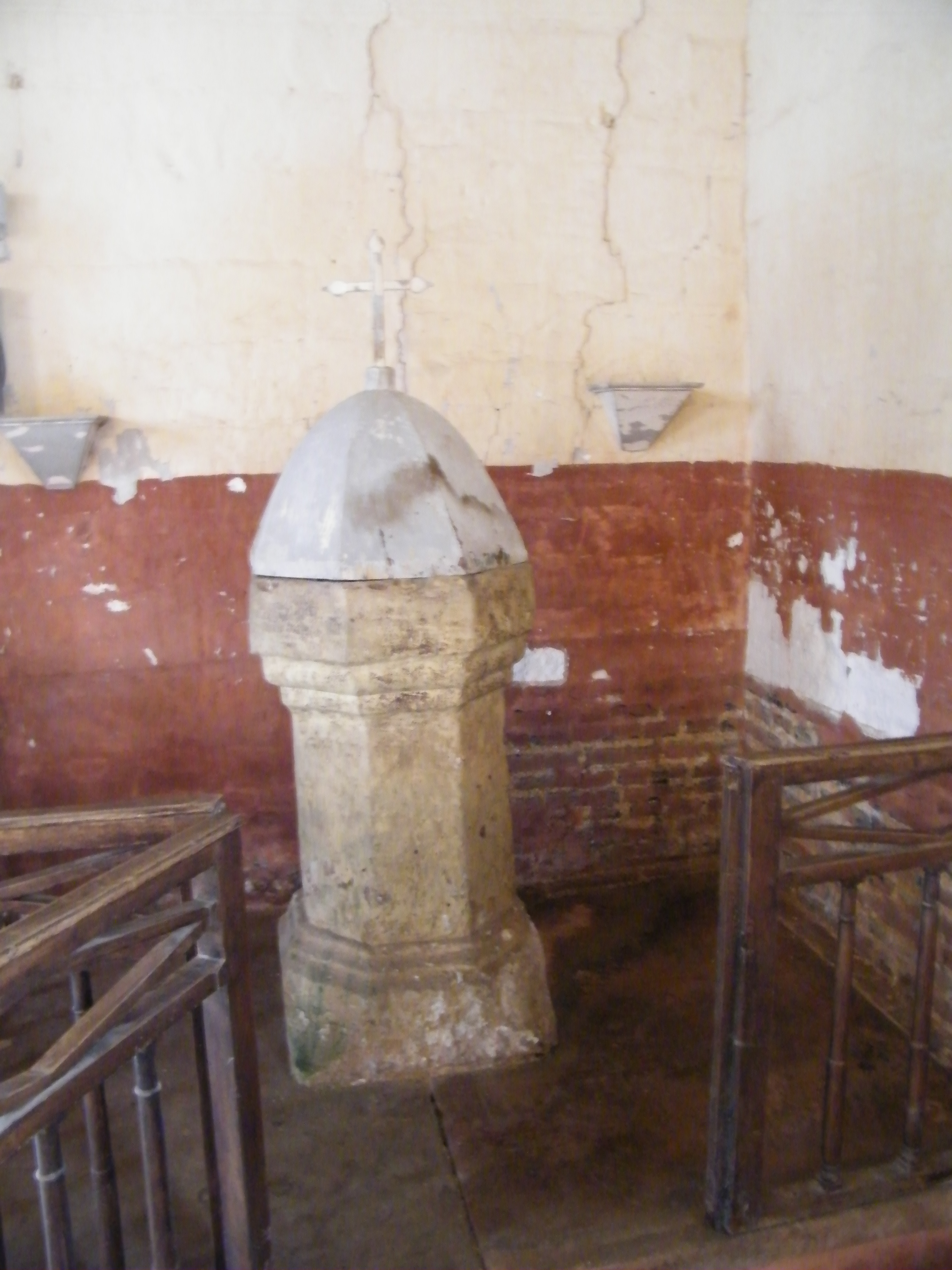
Fonts baptismaux.
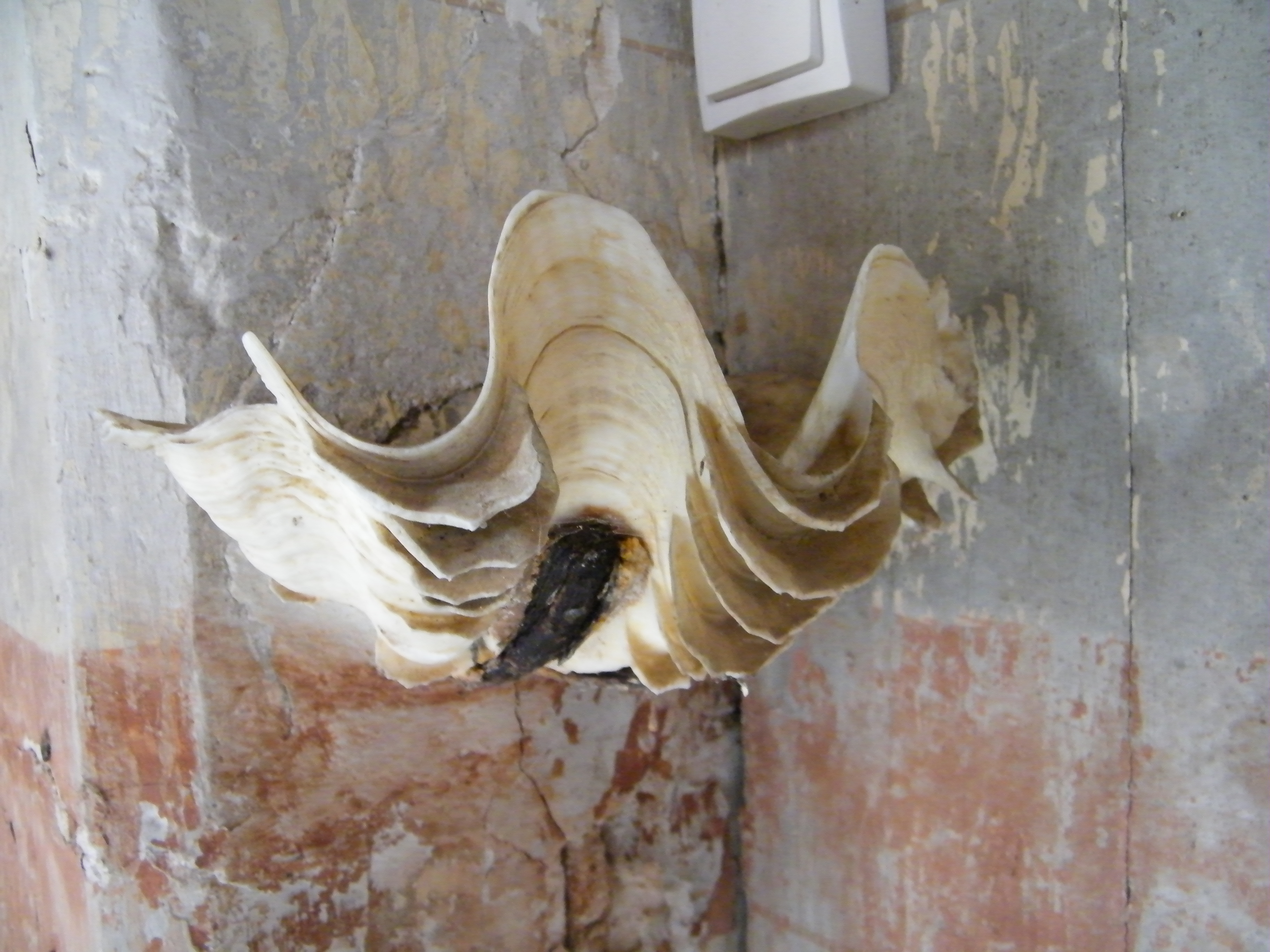
Bénitier.
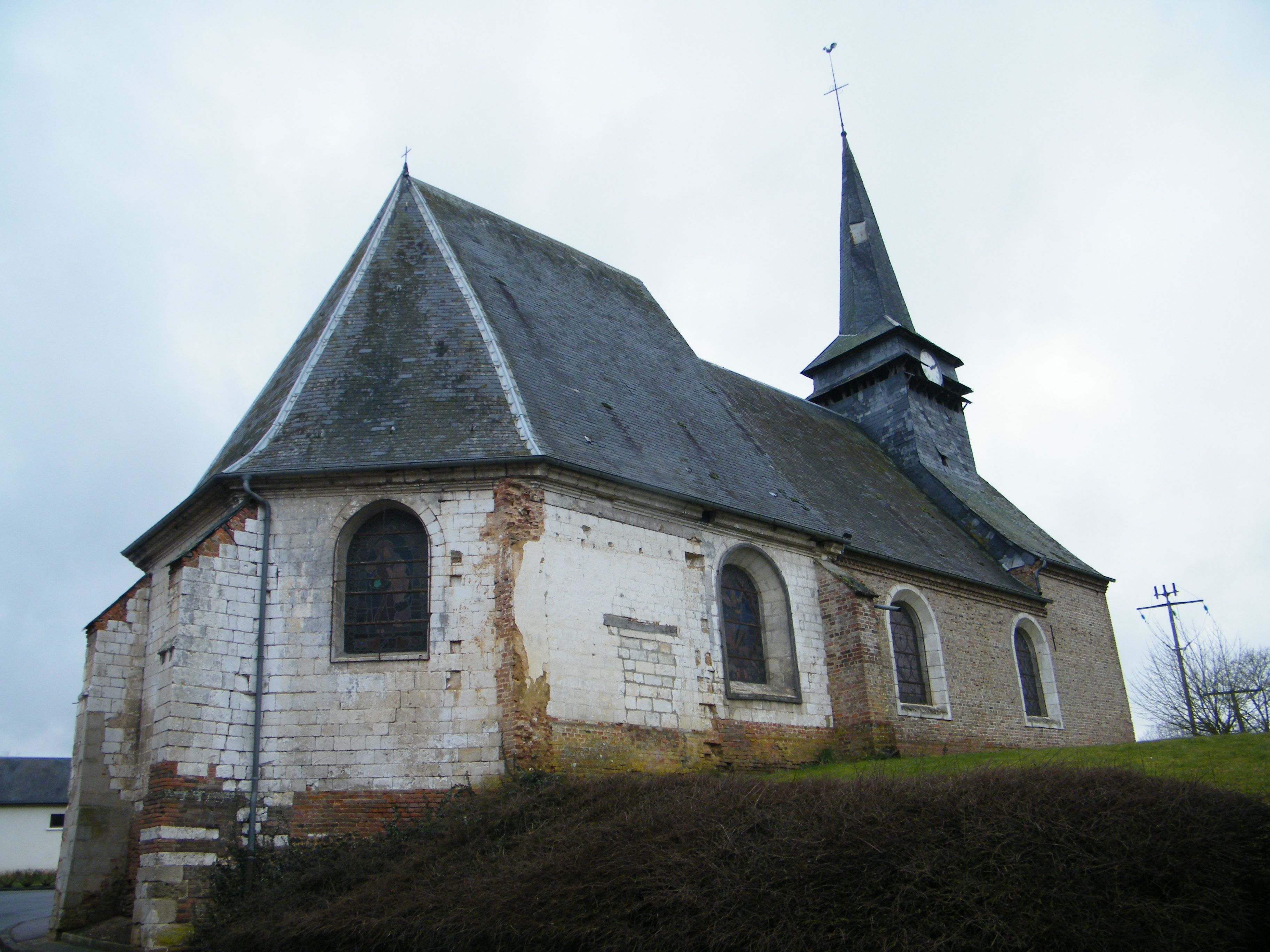
Côté nord.

- Château de Dromesnil du XVIIIe siècle et son parc ainsi que son colombier, propriété privée[36],[37].

- Stèle commémorative des Tirailleurs Sénégalais, située sur la route derrière le château.

- Le colombier[17] est construit en briqu et couvert d'ardoise.

Patrimoine civil
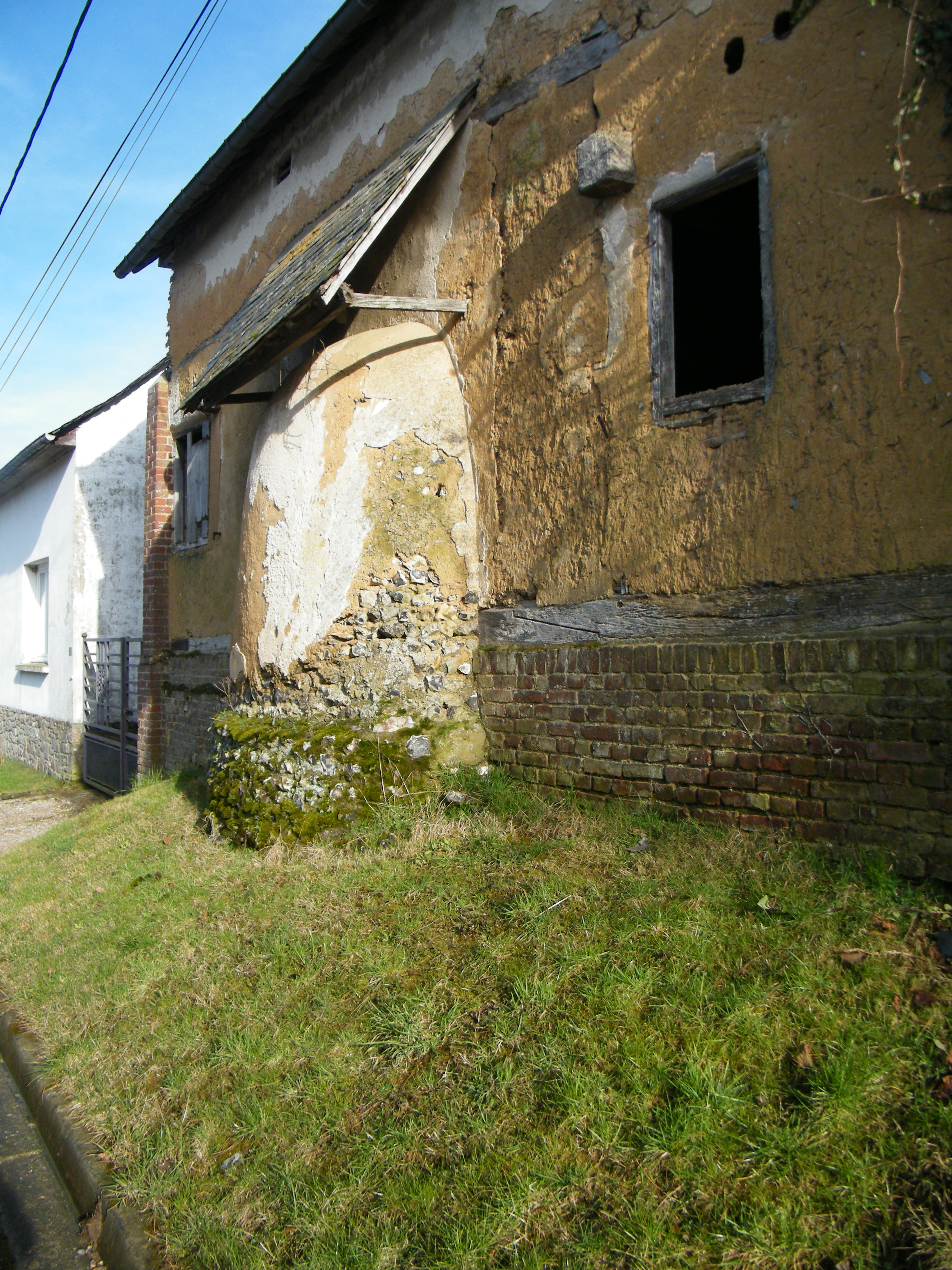
Four extérieur en silex.
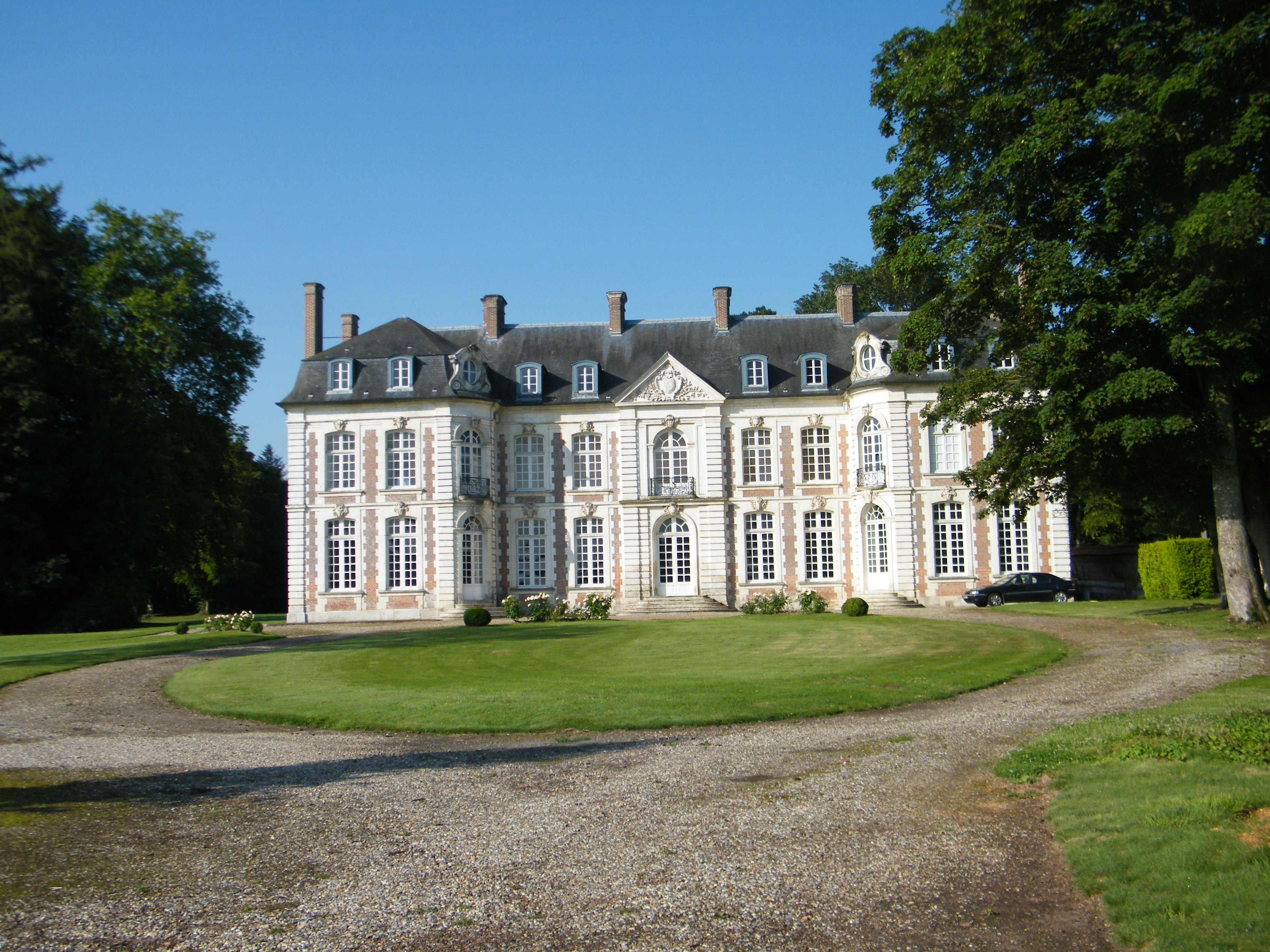
Le château.
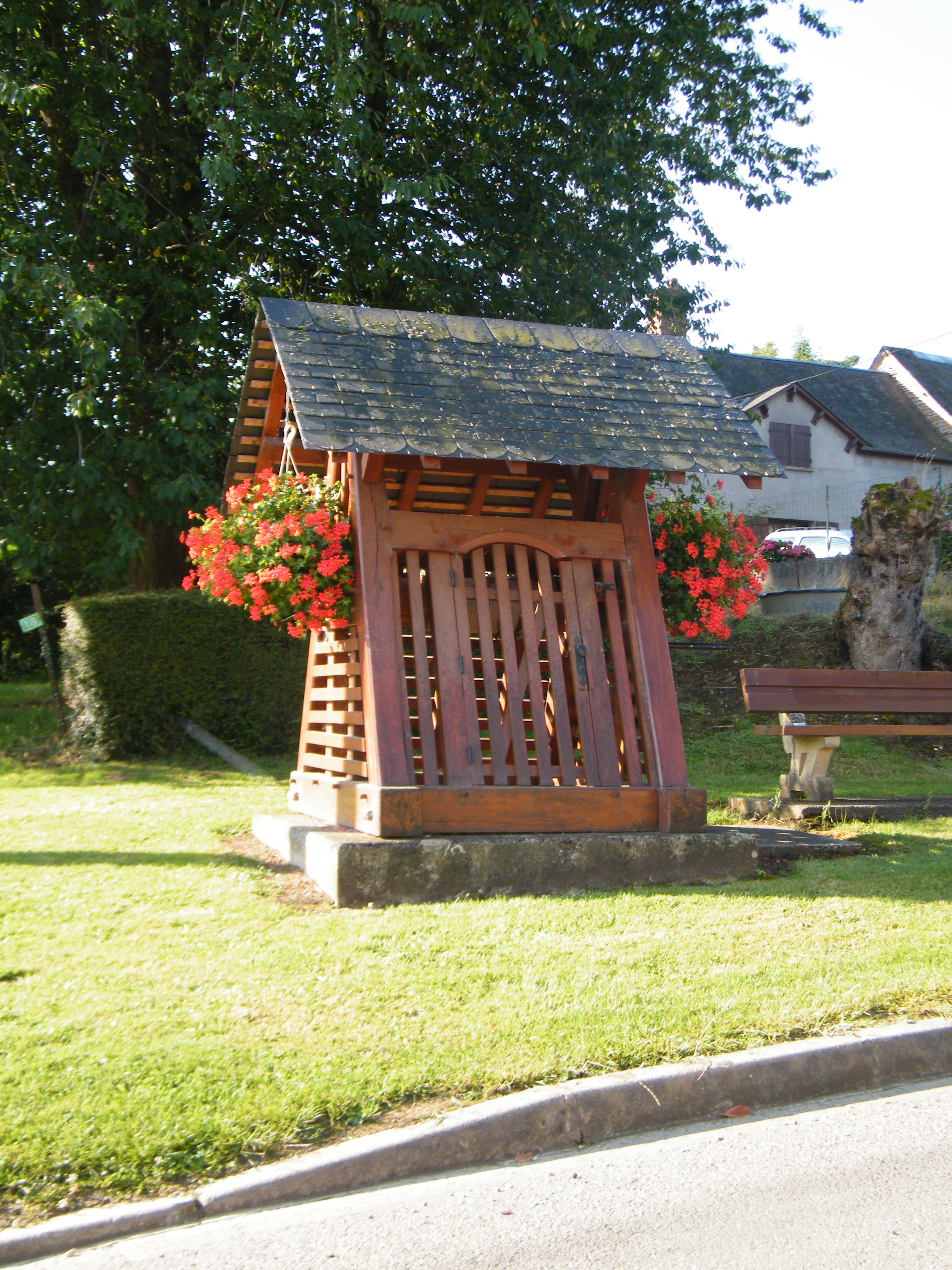
Puits décoratif
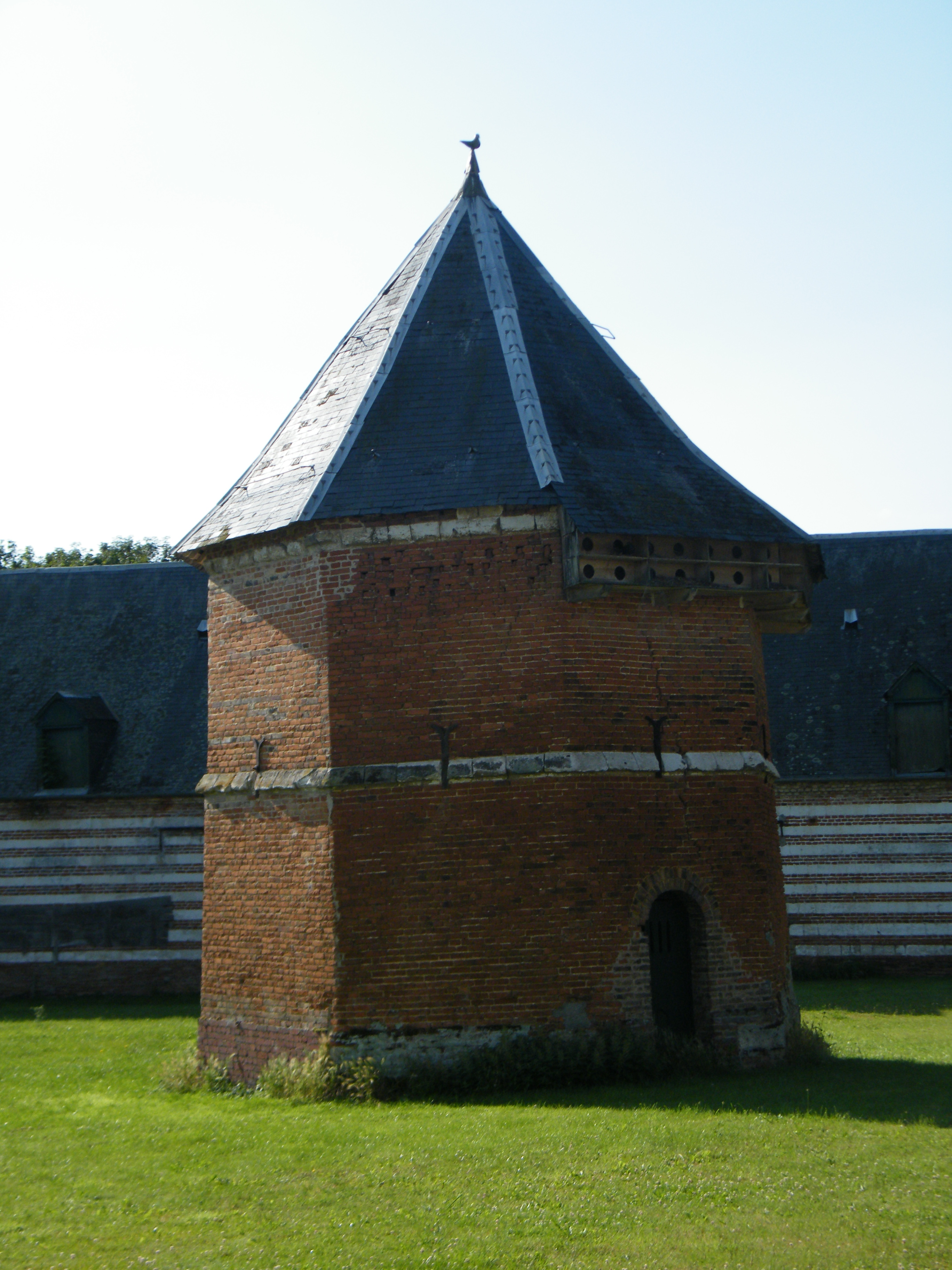
Le colombier du château.
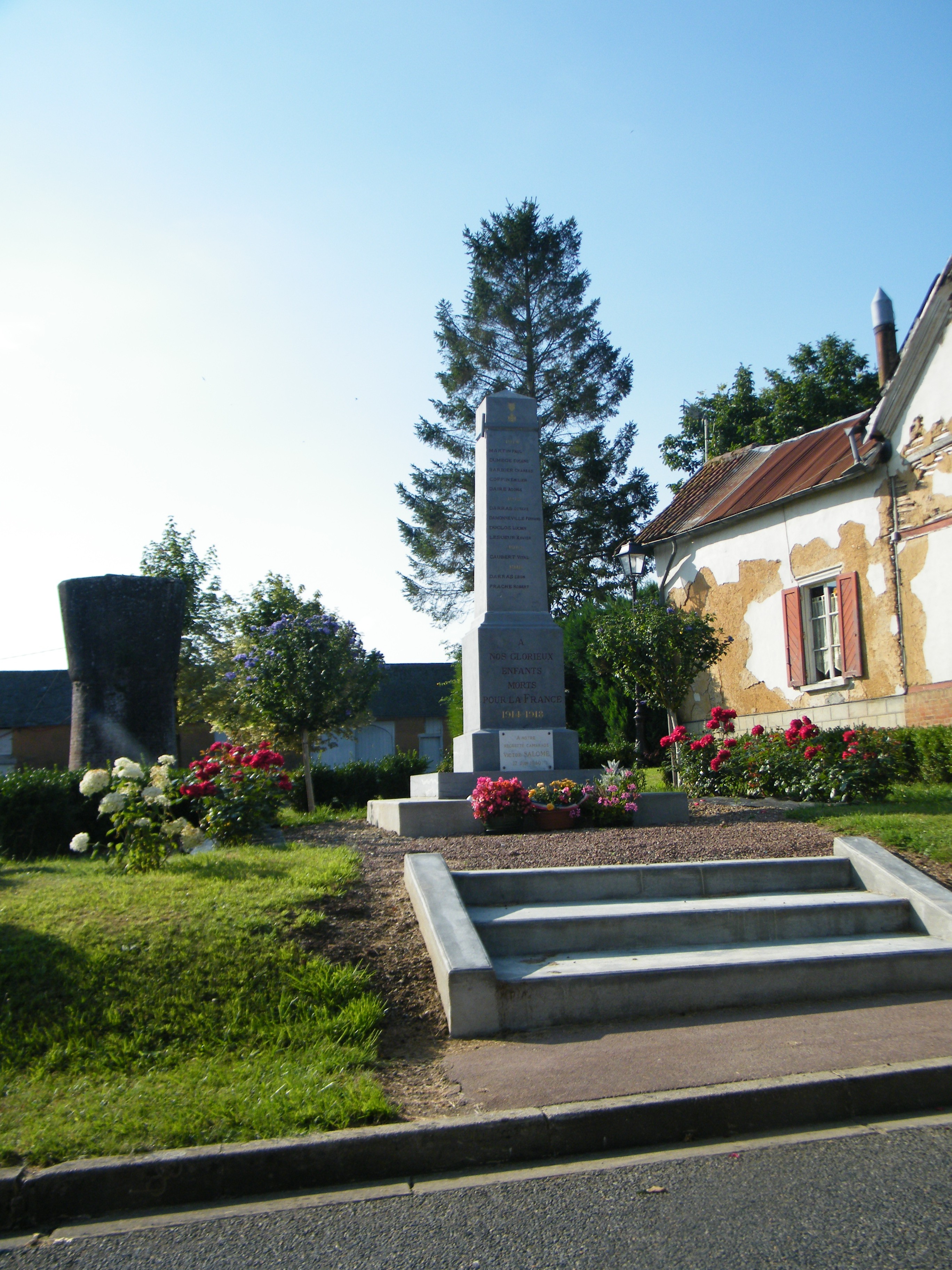
Le monument aux morts.
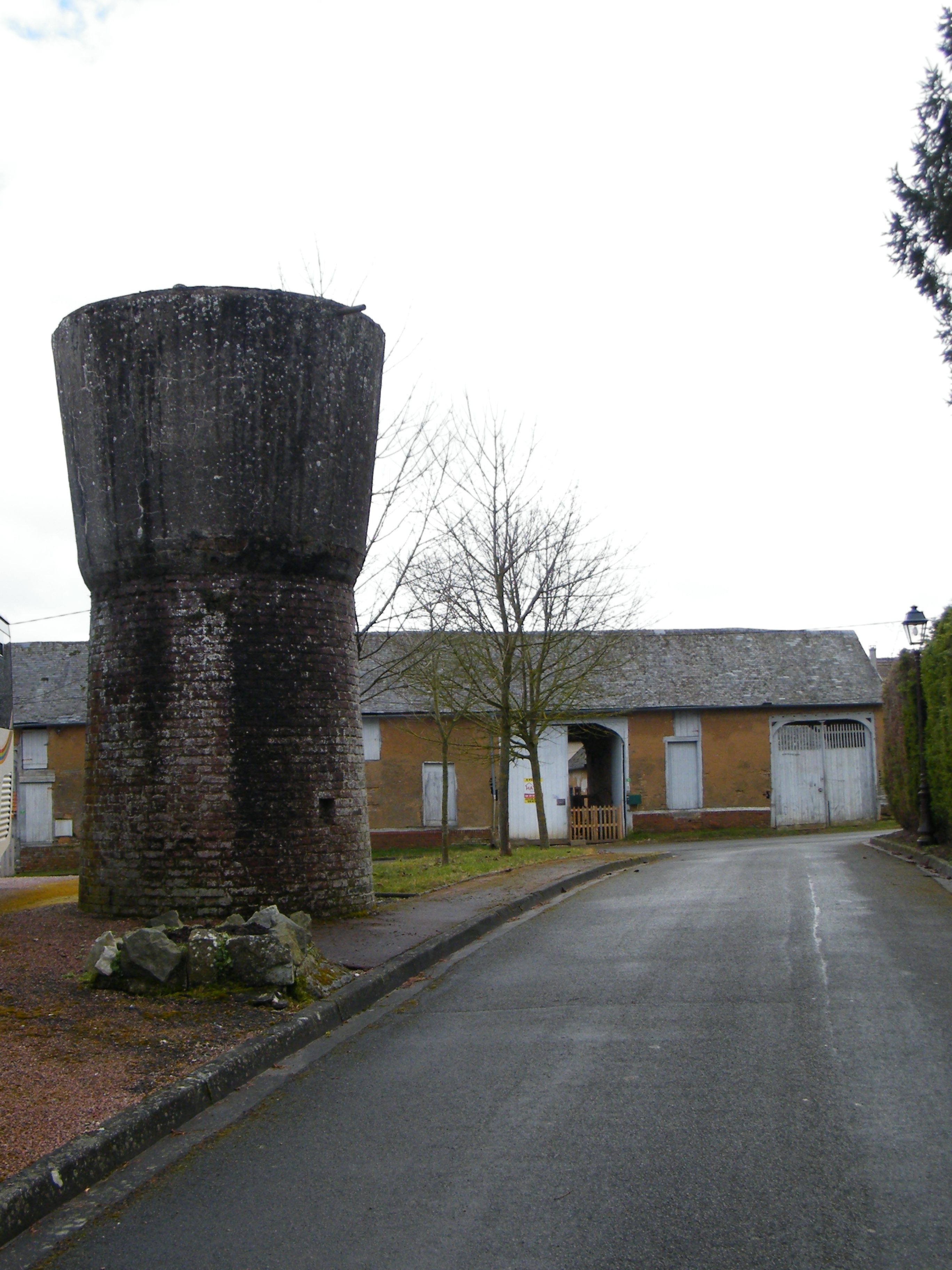
Château d'eau.

### Personnalités liées à la commune
Au XIIe siècle, Baudoin de Liomer est seigneur de Dromesnil.
Avant 1200, Sainte de Dromesnil, une descendante, épouse Gauthier d'Hallencourt et lui apporte la terre locale.
D'au moins 1311 à 1749, c'est une famille « d'Hallencourt » qui détient la seigneurie. La terre lui vient de  Sainte de Dromesnil, par alliance.
En 1789, le château est vendu à Pierre Roussel de Belloy. Il est revendu fin XIXe siècle à Félix Cauvel de Beauvillé.